# Hyposmocoma marginenotata
Hyposmocoma marginenotata là một loài bướm đêm thuộc họ Cosmopterigidae. Nó là loài đặc hữu của Kauai.